# Convenção de Montevidéu
A Convenção de Montevidéu sobre os Direitos e Deveres dos Estados, realizado em 1933 em Montevidéu, capital do Uruguai, estabelece as prerrogativas e os critérios em que um Estado possa estar integrado ao direito internacional.
Basicamente, os requisitos que um Estado deve ter para ser mundialmente reconhecido como tal é ter um território definido, uma população permanente, um governo e a capacidade de se relacionar com outras nações. Este último critério é interpretado pelo direito internacional como "Estado legalmente independente".